# Na nože!
Na nože! je česká kuchařská reality show, která vychází z původního britského formátu Hell's Kitchen. Prima ji vysílala na podzim 2010 každé úterý ve 21:20. Pořad moderoval český šéfkuchař Zdeněk Pohlreich, autorka mnoha kuchařek Eva Filipová a majitel pražského kulinářského institutu Roman Vaněk.

## Popis soutěže
Celá soutěž je založena na tom, že se 12 amatérských či profesionálních kuchařů a kuchařek snaží získat výhru 1 000 000 Kč a titul Superšéf. Musí se však probojovat řadou nesnadných úkolů. Prvně se však musí utkat o imunitu, kterou představuje černá zástěra. Přísným kritériím musí odpovídat, jak precizní zvládnutí úkolů, ale i přístup a oděv soutěžících.

## Vítěz
Vítězem se stal Robert Zatloukal. Jeho soupeř, Jaroslav Havel, se kterým se Robert Zatloukal ocitl v duelu na konci pořadu, se v pořadu nechal po Robertově výhře slyšet, že si Robert výhru nezaslouží, protože je Jaroslav, podle svých slov, lepším a zkušenějším kuchařem. Robert se později vyjádřil, že byly emoce silné a bere to s humorem.
| Soutěžící                                | Soutěžící |
| ---------------------------------------- | --------- |
| Zdeněk Krejčí (45), Dubí                 | vyřazen   |
| Miroslav Plíšek (49), Jablonec nad Nisou | vyřazen   |
| Iveta Fabešová (26), Znojmo              | vyřazena  |
| Lukáš Václavík (33), Praha               | vyřazen   |
| Jiří Zeman (50), Postoloprty             | vyřazen   |
| Robert Zatloukal (36), Rapotín           | vítěz     |
| Lukáš "Jamie" Greguš (22), Dolní Dubňany | vyřazen   |
| Petr Líska (23), Praha                   | vyřazen   |
| Jaroslav Havel (32), Praha               | vyřazen   |
| David Valíček (29), Český Těšín          | vyřazen   |
| Martin Ševčík (20), Praha                | vyřazen   |
| Martin Benýšek (36),                     | vyřazen   |
| Jana Jeřábková (35), Havířov             | vyřazena  |